# 예카테리나 고르데예바
예카테리나 알렉산드로브나 고르데예바(러시아어: Екатерина Александровна Гордеева, 1971년 5월 28일 ~ )는 러시아의 여자 피겨 스케이팅 선수이다.

## 생애 및 선수 경력
모스크바에서 태어났으며, 어릴 때 소련의 프로그램으로 세르게이 그린코프와 함께 페어 스케이팅 훈련을 받았다. 고르데예바와 그린코프는 1986년 세계 선수권 대회에서 우승했으며, 이 때 고르데예바의 나이는 14세에 불과했다. 이들은 1987년, 1989년, 1990년 세계 선수권에서도 우승했으며, 1988년 동계 올림픽에서도 우승하였다. 특히 1988년 동계 올림픽에서 공중 4회전 던지기 등 가장 화려한 기교를 선보인 뛰어난 연기로 높이 평가받고 있다. 1990년 시즌을 끝으로 은퇴하고 프로로 전향했고, 1991년 파트너 그린코프와 결혼했으며, 1992년 딸을 낳았다. 그 후 국제 빙상 연맹의 룰이 개정되어 프로 선수들도 아마추어로 복귀하여 대회 참가가 가능해지게 되자, 이들도 복귀를 결심하였다. 1993년 ~ 1994년 러시아 대표가 되었고, 유럽 선수권에서 우승한 데 이어 1994년 동계 올림픽에서도 우승했다. 이들은 다시 은퇴하고 미국에 정착하여 프로 무대에서 활동하였으나 남편 세르게이 그린코프가 1995년 11월 연습 도중 사망하는 슬픔을 겪었다. 이를 딛고 그 후 다시 프로 무대에 복귀했다. 프로에서 같이 활동하던 러시아의 싱글 선수 일리야 쿨리크와 가까워져서 2001년 그와의 사이에 딸을 낳았고, 2002년 정식으로 결혼했다. 현재 미국 캘리포니아주에 거주하며 쿨리크 및 다른 선수들과 함께 아이스쇼 무대에서 활동하고 있다.